# Balli Kombëtar
El Balli Kombëtar (literalmente, Frente Nacional en español) fue una organización albanesa de ideología fascista, anticomunista, irredenta y republicana establecida en noviembre de 1942, durante la Segunda Guerra Mundial. Nació como una organización de resistencia a la ocupación italiana. Estuvo liderada por Ali Këlcyra y Midhat Frashëri. El lema del Balli Kombëtar era: "Shqipëria Shqiptarëve, Vdekje Tradhëtarëvet" (Albania para los albeneses, muerte a los traidores). Finalmente, el Balli Kombëtar se unió al gobierno títere nazi y luchó como un aliado de la Alemania nazi contra los grupos guerrilleros antifascistas.

## Historia

### Participación en laSegunda Guerra Mundial
Aunque Këlcira y Frashëri habían iniciado acciones de oposición contra las autoridades italianas casi desde el inicio de la ocupación fascista en 1939, prácticamente no habían desarrollado alguna organización militar para la lucha abierta contra el invasor. Después que en 1942 los movimientos partisanos de los Balcanes se hubieran desarrollado en gran dimensión, resultaba visible que Italia mantenía un control débil sobre su zona de ocupación en la vecina Montenegro, lo cual alentó a los nacionalistas albaneses, que desde fines de 1942 iniciaron una lucha irregular contra las guarniciones italianas.
El Balli Kombëtar quedó fundado oficialmente en noviembre de 1942 sumando los esfuerzos de una serie de nacionalistas, dedicándose a hostilizar a los italianos en las regiones rurales, destacando por el hecho que, pese a la estructura feudal que caracterizaba al entorno rural albanés, la Balli Kombëtar buscaba imponer un fuerte sentimiento de "unidad nacional" por encima de las diferencias entre ghegs y tosks. En paralelo, la Balli Kombëtar trató de buscar un acuerdo con los partisanos albaneses de filiación comunista, liderados por Enver Hoxha y agrupados en el "Movimiento de Liberación Nacional" (LNC, por sus siglas en albanés), tratando de atraerlos a la causa nacionalista. No obstante, el Balli Kombëtar condenaba toda cooperación del LNC con los partisanos yugoslavos, a quienes consideraba enemigos naturales de Albania, lo cual pronto sería un motivo de ruptura.
Si bien ambos grupos compartían su rechazo a los italianos y a la destronada monarquía de Zog I, las diferencias políticas impedían toda unificación duradera entre el Balli Kombëtar y los comunistas. En julio de 1943, cuando se supo en Albania de la caída de Mussolini, los dos grupos firmaron el "Acuerdo de Mukje" (llamado así por la localidad donde se reunieron los delegados) pactando lanzar una sublevación conjunta contra los italianos. El pronto éxito de la revuelta albanesa ocultó por breve tiempo la pugna entre el Balli Kombëtar y los comunistas, pero la llegada de tropas de la Wehrmacht alemana a Albania en septiembre de 1943 renovó la lucha entre albaneses.
Por un lado, las autoridades militares alemanas formaron un gobierno títere en Tirana formado por nacionalistas, reclutaron albaneses para la 21.ª División de Montaña SS "Skanderbeg" y alcanzaron un acuerdo de no agresión con el Balli Kombëtar; mientras tanto los partisanos del LNC pactaban colaborar con los partisanos yugoslavos. El LNC acusó a los miembros del Balli Kombëtar de "fascistas", y a su vez estos tacharon como "no albaneses" y "traidores al servicio de Yugoslavia" a los comunistas del LNC.

### Derrota y extinción
Cuando en junio de 1944 los partisanos yugoslavos lanzaron una serie de ofensivas en favor del LNC, utilizaron material de guerra enviado por las misiones militares británicas, mientras la Wehrmacht se veía forzada a una retirada masiva en los Balcanes desde el mes de septiembre. Con escasas armas y sin apoyo exterior, los hombres del Balli Kombëtar opusieron resistencia a los partisanos del LNC y sus aliados yugoslavos, pero no pudieron evitar que éstos ocuparan Tirana y la mayor parte del país en octubre de 1944, resistiendo el Balli Kombëtar en Shkodër hasta el 29 de noviembre del mismo año.
Tras la derrota, sus antiguos militantes debieron exiliarse, dirigiéndose en su mayoría a Italia. Mientras tanto, el recién formado gobierno comunista liderado por el LNC iniciaba una feroz represión política contra el Balli Kombëtar, incluyendo fusilamientos y arrestos masivos contra aquellos militantes que habían permanecido en Albania o que no habían logrado huir. Después de 1945 los militantes exiliados del Balli Kombëtar se establecieron en Europa Occidental y Estados Unidos.